# 비룡 (소설)
비룡(飛龍)은 중국무협소설가 와룡생이 쓴 무협소설이다. 원제는 비연경룡(飛燕驚龍)이다.
주요 내용은, 삼백년 전 무림을 쟁패한 천기진인(天機眞人)과 삼음신니(三音神尼)가 무공을 남긴 귀원비급(歸元秘笈)을 쟁탈하기 위하여 9대문파간의 암투가 벌어지고 천하의 기인이사들을 망라한 천룡방(天龍幇)도 귀원비급을 쟁취하려고 일대 격돌을 벌인다.
와룡생에 의해 9대문파를 중심으로 강호의 무림쟁패가 일어나는, 무협소설의 새로운 장을 연 비연경룡(飛燕驚龍)은 남녀간의 연정에 대한 내용이 많아 연애소설을 읽는듯 하다. 특히 지정(至情), 지선(至善), 지미(至美)로 표현되는 심하림의 양몽환에 대한 사랑은 어느 연애소설에도 뒤지지 않는 아름다운 사랑이야기이다.

## 소설 정보
- 원제목: 비연경룡(飛燕驚龍)
- 출판 연도: 1959년 춘추(春秋) 출판사
- 대한민국 번역서 현황:
  - 비룡(飛龍) 1968년 왕일천(王日天) 역(譯) 전5권 경지사(耕智社)
  - 비룡(飛龍) 1973년 왕일천(王日天) 역(譯) 전5권 향우사(鄕友社)
  - 비룡(飛龍) 1979년 왕일천(王日天) 역(譯) 전6권 일종각(日鐘閣)
  - 비룡문(飛龍門) 1987년 전6권 아카데미
  - 귀원비급(歸元秘笈) 1995년 김용(金庸) 저(著) 이경원 역(譯) 전8권 도서출판 상원
- 원작 정보:
  - 중화민국의 대화만보(大華晩報)에 연재
  - 홍콩에서는 선학신침(仙鶴神針)으로 출판되었음.
- 번역서 정보: 귀원비급이라는 제목으로 김용이름을 도용해 출간된 것 있음.
- 기타 정보: 1965년에 속편 풍우연귀래(風雨燕歸來) 출판됨.
- 영상물 정보: 이 소설은 1985년 중화 텔레비전(CTV)에서 이동승, 시사 주연으로 드라마로 제작 되었으며 한국에서도 비룡검객이라는 제목으로 비디오로 출시되었다.

## 줄거리
주인공 양몽환의 스승인 곤륜파의 일양자는 귀원비급의 위치를 표시한 장진도(藏眞圖)를 입수하여 우여곡절끝에 귀원비급을 찾았지만 가짜로 밝혀진다. 귀원비급은 이미 다른 사람이 가져가고 장난삼아 가짜를 남겨둔 것이었다.
진짜 귀원비급은 묘령의 소녀 조소접에 의해 강호에 다시 등장하고 이 비급을 천룡방의 향주 금환이랑 도옥이 훔치지만 비급과 함께 천애 절벽으로 떨어져 실종되고 만다.
천룡방은 9대문파를 제압하여 강호를 쟁패하려고 총단에서 무술대회를 열지만 양몽환의 활약에 의해서 좌절되고 만다.
귀원비급은 명(明)나라 효종의 근신시위였던 조해평(趙海萍)이 먼저 찾아 연마를 하였다. 궁녀인 아내 취접을 궁에서 빼낼 때 무종황제의 딸 난대공주도 데리고 떠난 조해평은 괄창산 백운협(白雲峽)에 기거하면서 무공수련에 열중하였다.
그러나 조해평이 무공에 심취하여 취접을 멀리하자  취접은 귀원비급을 가지고 임신한 몸으로 백운협을 떠나 백화곡(白花谷)에 숨어서 딸 조소접을 낳고 비원비급을 익힌다.
조해평은 취접이 떠나자 난대공주 주약란에게 무공을 가르치며 취접을 찾아 헤맨다. 5년 만에 취접을 찾아내지만 귀원비급을 익히던 취접은 조해평의 급작스런 방문으로 주화입마되자 조소접에게 무공을 가르친 후 조해평에게 복수할 것을 지시하며 숨을 거둔다.
조소접은 조해평을 만나 복수하려 하지만 그가 친아버지인 것을 알고 자살하려 하자 조해평이 홀연히 떠나간다.
귀원비급의 무공은 도옥과 함께 절벽아래로 떨어져 실종되지만 주약란 때문에 곤륜파에서 축출당한 양몽환에게 주약란과 조소접이 전수해 준다.
목숨을 걸기까지 양몽환을 사랑한 일편단심 심하림은 천룡방주의 딸 이요홍과 함께 양몽환의 사랑을 얻는다.

## 주요 인물 및 방파
9대 문파
- 소림파(少林派) 장문인 원홍대사(元鴻大師)
- 무당파(武當派) 장문인 정현도장(靜玄道長)
- 곤륜파(崑崙派)
  - 장문인 옥영자(玉靈子) - 황지영(黃志英)
  - 사형   일양자(一陽子) - 양몽환(楊夢寰)
  - 사매   혜진자(慧眞子) - 동숙정(童淑貞), 심하림(沈霞琳)
- 화산파(華山派)
  - 장문인 팔비신옹(八臂神翁) 문공태(聞公泰)
  - 사제   다벽금강(多碧金剛) 도일강(屠一江)
- 점창파(點蒼派)
  - 장문인 번천안(飜天雁) 마가굉(馬家宏)
  - 사제   운중안(雲中雁) 료곤(廖坤)
  - 사제   추풍안(追風雁) 엽혜(葉惠) = 점창삼안(點蒼三雁)
- 공동파(崆峒派) 장문인 음수일판(陰手一判) 신원통(申元通)
- 운산파(雲山派)
- 청성파(靑城派) 장문인 송목도장
- 아미파(峨嵋派) 장문인 초원대사, 초범대사, 초혜대사, 초진대사

천룡방(天龍幇)
- 방주 해천일수(海天一鬚)  이창란(李滄欄)
- 딸 무영녀(無影女) 이요홍(李瑤紅)
- 제자 금환이랑(金環二郎) 도옥(陶玉)
- 홍기단주(紅旗壇主) 백보비발(百步飛발) 재원동(齋元同)
- 남기단주(藍旗壇主) 막윤(莫倫)
- 황기단주(黃旗壇主) 왕한상(王漢湘)
- 백기단주(白旗壇主) 자모신담(子母神膽) 승일청(勝-淸)
- 흑기단주(黑旗壇主) 개비수(開碑手) 최문기(崔文奇)
- 천룡방장 총수(天龍幇長 總帥) 우홍비(尤鴻飛)
- 묘수어은 소천의(蕭天儀) - 녹봉황(緣鳳凰) 소설군(蕭雪君)
- 천중사추(川中四醜)
- 향주 철검서생 사천경

대각사(大覺寺)
- 주지 신불(神佛) 영원대사(靈遠大師)
- 철미륵(鐵彌勤) 영해대사(靈海大師)
- 고불(枯佛) 영공대사(靈空大師)
- 일명대사(一明大師)
- 각우(覺愚)

기타 인물
- 란대공주 주약란(朱若蘭) = 주백의(朱白衣)
- 조해평(趙海萍)
- 조소접(趙小蝶)
- 삼수나찰 팽수위
- 등인대사(澄因大師)
- 옥소선자(玉簫仙子)
- 설산파(雪山派) 장문인 백의신군(白衣神君) 슬뢰(膝雷)
- 남천일붕 주공량
- 사수(蛇叟) 구원(邱元)

## 주요 무공
- 분광검법(分光劍法), 추혼십이검(追魂十二劍) - 곤륜파
- 나한진(羅漢陣) - 소림사
- 오행검진(五行劍陣) - 무당파
- 삼음장(三陰掌) - 공동파
- 십팔나한장법(十八羅漢掌法) - 등인대사
- 능공허도(凌空虛渡) - 주약란
- 미립타혈신공(米粒打穴神功) - 주약란
- 투골타맥수법(透骨打脈手法) - 주약란
- 탄지신통(彈指神通) - 주약란
- 어검술 - 주약란
- 오행미종보법(五行迷縱步法) - 주약란, 양몽환
- 주사장(朱絲掌) - 대각사
- 태음기공(太陰氣功) - 각우, 영원대사, 도옥
- 불혈착골법(拂穴措骨法) - 도옥
- 대반약현공(大般若玄功) - 귀원비급
- 현문 일원강기(玄門 一元罡氣) - 천기진인
- 불문 반야선공(佛門 般若禪功) - 삼음신니
- 건원지신공(乾元指神功) - 이창란

## 영물(靈物)
- 묵린철갑사(墨鱗鐵甲蛇)
- 백학 현옥(白鶴 玄玉)
- 만년묵은 거북
- 설삼과(雪參菓)
- 금선사(金線蛇)
- 적운 추풍구(赤雲 追風駒)